# Joseph Goodall
Joseph Goodall est un boxeur australien né le 22 juin 1992.

## Carrière
Sa carrière amateur est principalement marquée par une médaille de bronze remportée aux championnats du monde de 2017 dans la catégorie des poids super-lourds.

## Palmarès

### Championnats du monde
- Médaille de bronze en +91 kg en 2017 à Hambourg, Allemagne

### Jeux du Commonwealth
- Médaille d'argent en +91 kg en 2014 à Glasgow, Royaume-Uni

### Championnats d'Océanie
- Médaille d'or en +91 kg en 2017 à Gold Coast, Australie